# Kleine Sünden unter Brüdern
Kleine Sünden unter Brüdern (Originaltitel: The Brothers McMullen) ist eine US-amerikanische Filmkomödie aus dem Jahr 1995. Die Regie führte Edward Burns, der auch das Drehbuch schrieb. Die Hauptrollen spielten Edward Burns, Mike McGlone und Jack Mulcahy.

## Handlung
Die irischstämmigen katholischen Gebrüder McMullen leben in New York City. Der 33-jährige Jack ist mit Molly verheiratet, hat aber eine Affäre mit Ann. Er beendet die Affäre, seine Frau verzeiht ihm.
Der jüngste Patrick absolviert das College. Er lernt die jüdische Susan kennen. Susans Vater ist bereit, dem Paar eine Wohnung zu finanzieren, doch Patrick lehnt das Angebot ab. Er bekommt etwas Geld von einem seiner Brüder und zieht nach Kalifornien.
Barry lernt Audrey kennen, aber er hat Angst vor der festen Beziehung. Als er Audrey um eine Auszeit bittet, sagt sie verletzt, sie werde zwar auf ihn warten, aber nicht besonders lange. Später packt sie ihre Sachen und sagt, sie werde die Beziehung endgültig beenden. Barry folgt ihr auf die Straße, dort versöhnt er sich mit Audrey, die ihn küsst.

## Kritiken
James Berardinelli schrieb auf ReelViews, der Film gehöre zu den besten unabhängig produzierten („independent“) romantischen Komödien der Zeit. Er bezeichnete den Film als „klug“ („smart“) und „ehrlich“ („honest“). Berardinelli schrieb, der Film thematisiere das Verhältnis der Brüder zum Katholizismus, welcher seiner Meinung nach in den irischen Kreisen in den USA eher eine kulturelle als eine religiöse Erscheinung sei.
Roger Ebert schrieb in der Chicago Sun-Times vom 18. August 1995, es sei für die zeitgenössischen Filme ungewöhnlich, dass der Film sich eher mit Moral als mit dem ? beschäftige.
Kenneth Turan bezeichnete den Film in der Los Angeles Times vom 9. August 1995, der Film sei „dilettantisch“ aber gut gemacht. Er lobte, dass es gelungen sei, den Film ohne viel Geld und Effekthascherei zu machen. Die Handlung bezeichnete er als „zerstreuend“ („diverting“) aber lobte die Charaktere. Turan lobte außerdem, dass die Rollen genauso mit den professionellen Schauspielern wie auch mit den Laiendarstellern besetzt seien, was das Spiel realistisch mache.

## Auszeichnungen
Edward Burns gewann in seiner Funktion als Regisseur des Films im Jahr 1995 den Großen Preis der Jury des Sundance Film Festivals. Beim Festival des amerikanischen Films in Deauville war er ebenfalls für den großen Preis nominiert, musste sich dort aber mit dem einfachen Preis der Jury begnügen.
In seiner Rolle als Produzent gewann Edward Burns gemeinsam mit Dick Fisher für den Film 1996 den Independent Spirit Award und den PGA Golden Laurel Award der US-amerikanischen Filmproduzenten.

## Hintergründe
Edward Burns, der mit dem Film debütierte, schrieb das Drehbuch des Films im Jahr 1993, als er als Produktionsassistent für die Fernsehserie Entertainment Tonight arbeitete. Die Produktionskosten betrugen ungefähr 24.000 (nach einigen Angaben ungefähr 28.000) US-Dollar. Die Dreharbeiten fanden zum großen Teil im Haus der Eltern von Burns statt.
Ein Jahr nach der Produktion dieses Films drehte Burns die Komödie She’s the One, für die er erneut das Drehbuch schrieb. In diesem Film spielten wieder Burns, Mike McGlone und Maxine Bahns, außerdem waren unter anderen Jennifer Aniston, Cameron Diaz und John Mahoney beteiligt. Die Filme Kleine Sünden unter Brüdern, She's the One und Auch mehr ist nie genug (1998, unter anderem mit Lauren Holly, Edward Burns, Jennifer Esposito und Jon Bon Jovi) werden manchmal als die Long-Island-Trilogie bezeichnet.